# Serie 433 de Renfe
La serie 433 de Renfe era un conjunto de automotores eléctricos (1,5 kV cc, 677 kW) construidos por la Sociedad Española de Construcción Naval y Westinghouse y formados por un coche motor y otro remolque con cabina. Disponían de 4 motores alimentados por pantógrafos y frenos de aire comprimido y reostáticos. Eran conocidos coloquialmente como pingüinos.
- La segunda  subserie comprendía desde el 339 hasta el 348, y fue suministrada a la Compañía de Ferrocarriles del Norte entre 1934 y 1935
- La tercera subserie fue fabricada en 1956 y 1957

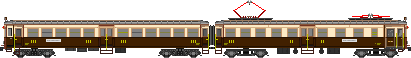
Colores de origen crema y marrón de una unidad de la serie 433 (WM339-WM348, segunda subserie)

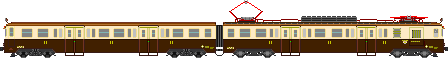
Colores de origen crema y marrón de una unidad de la serie 433 (WM379-WM393, tercera subserie)